# Anatoli Filiptsjenko
Anatoli Vasiljevitsj Filiptsjenko (Russisch: Анато́лий Васи́льевич Фили́пченко) (Davydovka, 26 februari 1928 – 7 augustus 2022) was een Russisch ruimtevaarder. Filiptsjenko’s eerste ruimtevlucht was Sojoez 7 met een Sojoez draagraket en vond plaats op 12 oktober 1969. De bemanning testte diverse nieuwe boordsystemen, zoals besturing, standregeling en navigatie.
In totaal heeft Filiptsjenko twee ruimtevluchten op zijn naam staan. Tevens maakte hij deel uit van de backup crew voor Sojoez 5, Sojoez 9 en het Apollo-Sojoez-testproject. In 1982 ging hij als kosmonaut met pensioen. Hij ontving twee keer de titel Held van de Sovjet-Unie.